# Cachkunk (Gegharkunik)
Cachkunk – wieś w Armenii, w prowincji Gegharkunik. W 2011 roku liczyła 901 mieszkańców.